# SD Amorebieta
SD Amorebieta is een Spaanse voetbalclub uit Amorebieta-Etxano die op 4 januari 1925 werd opgericht. De ploeg speelde heel haar geschiedenis in de lagere amateurreeksen totdat ze na haar promotie op het einde van het seizoen 2010-2011 uitkwam in de Segunda División B. Tijdens het seizoen 2020-2021 volgde dan het tot op heden meest succesvolle kampioenschap uit hun bestaan. Onder leiding van Iñigo Vélez eindigde de ploeg na de reguliere competitie derde na kampioen Real Sociedad B en vice kampioen Athletic Bilbao en voor  CD Calahorra.  Deze vier ploegen konden zich plaatsen voor de eindronde.  Het waren de laatste eindrondes van de reeks, die het daaropvolgende seizoen vervangen zou worden door de Primera División RFEF. De eindronde werd in twee rondes gespeeld.  Alle wedstrijden werden gespeeld in de autonome regio Extremadura.  In de eerste ronde schakelde Amorebieta op 15 mei 2021 de kampioen van reeks 4, Linares Deportivo, uit na een 1-2 overwinning in het Estadio Nuevo Vivero stadion te Badajoz.  Een week later, op 22 mei werd in hetzelfde stadion de kampioen van reeks 5, CD Badajoz, uitgeschakeld na een 0-1 overwinning.
Zo speelde de ploeg vanaf seizoen 2021-2022 voor het eerst in haar geschiedenis in het professioneel voetbal.  Haar stadion, Urritxe, werd niet weerhouden en daarom moest de ploeg uitwijken naar het Complex van Lezema.  De ploeg kon haar verworven positie niet handhaven en zakte zo vanaf seizoen 2022-2023 terug naar het amateurvoetbal.  Daar werd het onmiddellijk kampioen en speelde de ploeg vanaf 2023-2024 weer op het tweede niveau van het Spaanse voetbal. Helaas zakt de ploeg na 1 jaar terug naar de Primera Federación (niveau 3), nadat het op de 19e plaats eindigde.

## Eindklasseringen
- 1940 3e
2e regionaal
- 1941 3e
2e regionaal
- 1942 1e
2e regionaal
- 1943 2e
1e regionaal
- 1944 3e
1e regionaal
- 1945 2e
1e regionaal
- 1946 3e
1e regionaal
- 1947 13e
1e regionaal
- 1948 6e
2e regionaal
- 1949 2e
2e regionaal
- 1950 8e
2e regionaal
- 1951 6e
2e regionaal
- 1952 3e
2e regionaal
- 1953 9e
2e regionaal
- 1954 7e
2e regionaal
- 1955 8e
2e regionaal
- 1956 3e
2e regionaal
- 1957 4e
2e regionaal
- 1958 6e
2e regionaal
- 1959 2e
2e regionaal
- 1960 1e
2e regionaal
- 1961 4e
1e regionaal
- 1962 3e
1e regionaal
- 1963 3e
Tercera División
- 1964 10e
Tercera División
- 1965 7e
Tercera División
- 1966 3e
Tercera División
- 1967 12e
Tercera División
- 1968 12e
Tercera División
- 1969 7e
1e regionaal
- 1970 5e
1e regionaal
- 1971 9e
1e regionaal
- 1972 18e
1e regionaal
- 1973 5e
2e regionaal
- 1974 3e
2e regionaal
- 1975 13e
1e regionaal
- 1976 13e
1e regionaal
- 1977 18e
1e regionaal
- 1978 14e
1e regionaal
- 1979 6e
1e regionaal
- 1980 3e
1e regionaal
- 1981 2e
1e regionaal
- 1982 5e
Tercera División
- 1983 3e
Tercera División
- 1984 9e
Tercera División
- 1985 3e
Tercera División
- 1986 5e
Tercera División
- 1987 5e
Tercera División
- 1988 9e
Tercera División
- 1989 16e
Tercera División
- 1990 12e
Tercera División
- 1991 4e
Tercera División
- 1992 4e
Tercera División
- 1993 14e
Tercera División
- 1994 17e
Tercera División
- 1995 12e
Tercera División
- 1996 10e
Tercera División
- 1997 13e
Tercera División
- 1998 4e
Tercera División
- 1999 14e
Tercera División
- 2000 12e
Tercera División
- 2001 13e
Tercera División
- 2002 4e
Tercera División
- 2003 13e
Tercera División
- 2004 13e
Tercera División
- 2005 13e
Tercera División
- 2006 3e
Tercera División
- 2007 2e
Tercera División
- 2008 10e
Tercera División
- 2009 10e
Tercera División
- 2010 3e
Tercera División
- 2011 1e
Tercera División
- 2012 4e
Segunda División B
- 2013 6e
Segunda División B
- 2014 10e
Segunda División B
- 2015 10e
Segunda División B
- 2016 9e
Segunda División B
- 2017 14e
Segunda División B
- 2018 14e
Segunda División B
- 2019 8e
Segunda División B
- 2020 6e
Segunda División B
- 2021 3e
Segunda División B
- 2022 19e
Segunda División
- 2023 1e
Primera Federación
- 2024 19e
Segunda División
- 2025 20e
Primera Federación

- Segunda División
- Primera Federación
- Segunda División B
- Tercera Federación
- 1e regionaal
- 2e regionaal